# Tayshaneta devia
Tayshaneta devia es una especie de araña araneomorfa del género Tayshaneta, familia Leptonetidae. Fue descrita científicamente por Gertsch en 1974.

## Distribución geográfica
Habita en los Estados Unidos.